# Конецполь (станция)
Конецполь  (пол. Koniecpol) — пассажирская и грузовая железнодорожная станция в городе Конецполь, в Силезском воеводстве Польши. Имеет 2 платформы и 3 пути.
Станция на линии Кельце — Фосовске, построена в 1911 году, когда город Конецполь был в составе Царства Польского.